# São Roque do Canaã
São Roque do Canaã is een gemeente in de Braziliaanse deelstaat Espírito Santo. De gemeente telt 10.817 inwoners (schatting 2009).